# 680

## Evenimente
- 10 octombrie: Bătălia de la Karbala (Irak). A avut loc între Husayn ibn 'Ali și Yazid I, Husayn pierzându-și viața.
- Bătălia de la Ongal (Ucraina). A fost o luptă între protobulgari și bizantini, încheiată cu victoria protobulgarilor. Această bătălie a condus la apariția Primului Imperiu (Țarat) Bulgar.

## Nașteri
- dată necunoscută: Liutprand al longobarzilor  (d. 744)
- dată necunoscută: Aripert al II-lea al longobarzilor  (d. 712)

## Decese
- 12 octombrie: Husayn  (n. 626)
- 18 aprilie: Muawiya  (n. 603)
- dată necunoscută: Bhāskara I matematician indian din secolul al VII-lea (n. 600)
- dată necunoscută: Grimoald al II-lea de Benevento  (n. ?)